# Haruj
L'Haruj (in arabo : هروج) è un campo vulcanico che si estende per oltre 45 000  km² nella Libia centrale. Contiene circa 150 vulcani, tra cui numerosi coni di scorie basaltiche e circa 30 piccoli vulcani a scudo, con crateri e colate laviche. Una distesa nera si erge sulla sabbia circostante per circa 800 metri ed è coronata da una serie di vulcani, il Qarat-al-Sab'ah, con altitudini che raggiungono i 1 200 metri.